# Stilbotis
Stilbotis là một chi bướm đêm thuộc họ Noctuidae.